# Sandy Rosario
Pour les articles homonymes, voir Rosario (homonymie).
Sandy Rosario (né le 22 août 1985 à Salcedo, Hermanas Mirabal, République dominicaine) est un lanceur droitier des Ligues majeures de baseball faisant partie des Giants de San Francisco.

## Carrière
Sandy Rosario est signé par les Marlins de la Floride en tant qu'agent libre en 2004.
Dans les ligues mineures, il est lanceur partant avant d'être employé uniquement dans un rôle de releveur durant une saison 2010 passée chez l'équipe de niveau A de Greensboro et le club Double-A de Jacksonville.
Rappelé par les Marlins à la fin de la saison 2010, le lanceur dominicain fait ses débuts dans les majeures le 23 septembre, lançant une manche en relève face aux Brewers de Milwaukee. Cette première sortie est ardue : sur le premier lancer de Rosario, Rickie Weeks catapulte la balle dans les gradins pour un coup de circuit, puis son troisième tir de la partie devient lui aussi un coup de circuit, gracieuseté de Prince Fielder.
Le 17 octobre 2012, Rosario est réclamé au ballottage par les Red Sox de Boston, pour qui il ne joue pas puisque ceux-ci le transfèrent aux Athletics d'Oakland le 28 novembre suivant pour le lanceur droitier Graham Godfrey. Les Red Sox récupèrent cependant Rosario au ballottage le 10 décembre suivant, pour le refiler, via la même procédure, aux Cubs de Chicago deux jours plus tard. Le 21 décembre, Rosario change une fois de plus d'équipe via le ballottage et atterrit chez les Giants de San Francisco.